# Ronde van Italië 2015/Vijftiende etappe
De vijftiende etappe van de Ronde van Italië 2015 werd verreden op 24 mei 2015. De renners reden een bergrit van 165 kilometer van Marostica naar Madonna di Campiglio. De etappe kende in totaal drie gecategoriseerde bergen, waaronder de slotklim naar Madonna di Campiglio. Mikel Landa werd ritwinnaar, op korte afstand gevolgd door Joeri Trofimov, Alberto Contador en Fabio Aru. In het klassement bleef Contador aan de leiding, voor Aru. Nummer drie Andrey Amador verloor wat tijd. Landa steeg van de zevende naar de vierde plek, omdat de nummers vier tot en met zes (Rigoberto Urán, Jurgen Van den Broeck en Dario Cataldo) allemaal meerdere minuten verloren.

## Verloop
Op de eerste beklimming van de dag (La Fricca) konden Giovanni Visconti en Ilnoer Zakarin wegrijden. Kort daarna sloot blauwe trui Beñat Intxausti zich aan bij de twee. Op de top van La Fricca pakte Intxausti de meeste punten en verstevigde zo zijn leiding in het bergklassement. Het koptrio kreeg kort daarna gezelschap van Brent Bookwalter, Hubert Dupont, Francesco Gavazzi, Sérgio Paulinho, Diego Rosa en Kanstantsin Siwtsow. Zij kregen maximaal ongeveer vier minuten voorsprong. Met nog zestig kilometer te gaan reden Bookwalter, Dupont, Siwtsow en Visconti weg bij de andere zes.
De Passo Daone (eerste categorie) was de tweede klim van de rit. Bookwalter moest hier lossen bij de andere drie, terwijl in het peloton het tempo werd onderhouden door Astana en Tinkoff-Saxo. Onder meer Rigoberto Urán - de nummer vier van het klassement - kon dit tempo niet aan (Urán zou uiteindelijk acht minuten verliezen en zakken naar de vijftiende plek). Op de top had de kopgroep nog anderhalve minuut voorsprong op het peloton, dat in de afdaling in tweeën brak door een valpartij. Jurgen Van den Broeck (vijfde in de stand) was een van de slachtoffers en kon niet meer terugkeren. Aan de finish zou zijn achterstand bijna zes minuten bedragen.
Bij de tweede tussensprint, vlak voor de voet van de slotklim, werd klassementsleider Alberto Contador tweede, wat hem twee bonificatieseconden opleverde. Kort daarna werd de laatste vluchter (Dupont) ingehaald. Op de slotklim werd het tempo gemaakt door de Astana-ploeg, die de groep steeds verder uitdunde. Op drie kilometer van de meet kwam er een versnelling van Mikel Landa, die Contador eenvoudig zag volgen. Fabio Aru had moeite om het tempo van zijn ploeggenoot te volgen, maar kwam kort daarna toch terug, samen met Joeri Trofimov. Aru plaatste vervolgens zonder succes een demarrage; ook een poging Landa was zonder fortuin. Trofimov, die die demarrages niet direct kon beantwoorden, kwam echter weer terug en ging op en over de andere drie. Hij leek op weg naar de zege, maar Landa wist hem met een sprint nog in te halen. Contador bemoeide zich voornamelijk met concurrent Aru en werd derde, achter Trofimov. Een halve minuut na de eerste vier kwam Steven Kruijswijk als vijfde binnen, kort gevolgd door Andrey Amador, die derde bleef in het klassement. Landa steeg naar de vierde plek en Leopold König - die een minuut na Landa als zevende finishte - stond na deze rit op plek vijf. Door het tijdsverlies van Van den Broeck was Maxime Monfort na deze rit de hoogstgeplaatste Belg in het klassement, op de achtste plek. Kruijswijk bleef beste Nederlander: hij steeg zeven plekken en stond na deze rit veertiende.

### Tussensprints
| Tussensprint Ponte Arche na 114,2 km |                     |        |
| Plaats                               | Naam                | Punten |
| Winnaar                              | Kanstantsin Siwtsow | 8      |
| 2                                    | Brent Bookwalter    | 4      |
| 3                                    | Hubert Dupont       | 1      |
| 4                                    | Giovanni Visconti   | –      |
| 5                                    | Francesco Gavazzi   | –      |

| Tussensprint Pinzolo na 148,7 km |                  |        |
| Plaats                           | Naam             | Punten |
| Winnaar                          | Hubert Dupont    | 8      |
| 2                                | Alberto Contador | 4      |
| 3                                | Tanel Kangert    | 1      |
| 4                                | Paolo Tiralongo  | –      |
| 5                                | Fabio Aru        | –      |

### Bergsprints
| Beklimming La Fricca na 60,1 km | Beklimming La Fricca na 60,1 km | 2e cat. 11,3 km à 5,1% | 2e cat. 11,3 km à 5,1% |
| Plaats                          | Naam                            | Punten                 |                        |
| Winnaar                         | Beñat Intxausti                 | 15                     |                        |
| 2                               | Giovanni Visconti               | 8                      |                        |
| 3                               | Ilnoer Zakarin                  | 6                      |                        |
| 4                               | Franco Pellizotti               | 4                      |                        |
| 5                               | Stefano Pirazzi                 | 2                      |                        |
| 6                               | Carlos Betancur                 | 1                      |                        |

| Beklimming Passo Daone na 134,0 km | Beklimming Passo Daone na 134,0 km | 1e cat. 8,4 km à 9,2% | 1e cat. 8,4 km à 9,2% |
| Plaats                             | Naam                               | Punten                |                       |
| Winnaar                            | Giovanni Visconti                  | 35                    |                       |
| 2                                  | Kanstantsin Siwtsow                | 18                    |                       |
| 3                                  | Hubert Dupont                      | 12                    |                       |
| 4                                  | Beñat Intxausti                    | 9                     |                       |
| 5                                  | Carlos Betancur                    | 6                     |                       |
| 6                                  | Steven Kruijswijk                  | 4                     |                       |
| 7                                  | Igor Antón                         | 2                     |                       |
| 8                                  | Paolo Tiralongo                    | 1                     |                       |

| Beklimming Madonna di Campiglio na 165,0 km | Beklimming Madonna di Campiglio na 165,0 km | 1e cat. 15,5 km à 5,9% | 1e cat. 15,5 km à 5,9% |
| Plaats                                      | Naam                                        | Punten                 |                        |
| Winnaar                                     | Mikel Landa                                 | 35                     |                        |
| 2                                           | Joeri Trofimov                              | 18                     |                        |
| 3                                           | Alberto Contador                            | 12                     |                        |
| 4                                           | Fabio Aru                                   | 9                      |                        |
| 5                                           | Steven Kruijswijk                           | 6                      |                        |
| 6                                           | Andrey Amador                               | 4                      |                        |
| 7                                           | Leopold König                               | 2                      |                        |
| 8                                           | Tanel Kangert                               | 1                      |                        |

### Meeste kopkilometers
| Naam              | Kilometers |
| ----------------- | ---------- |
| Giovanni Visconti | 93         |

## Uitslag
| Marostica - Madonna di Campiglio (165 km) |                   |                   |          |
| Plaats                                    | Naam              | Ploeg             | Tijd     |
| Winnaar                                   | Mikel Landa (E)   | Astana            | 4u22'35" |
| 2                                         | Joeri Trofimov    | Katjoesja         | +2"      |
| 3                                         | Alberto Contador  | Tinkoff-Saxo      | +5"      |
| 4                                         | Fabio Aru         | Astana            | +6"      |
| 5                                         | Steven Kruijswijk | LottoNL-Jumbo     | +38"     |
| 6                                         | Andrey Amador     | Movistar          | +42"     |
| 7                                         | Leopold König     | Team Sky          | +1'00"   |
| 8                                         | Tanel Kangert     | Astana            | +1'10"   |
| 9                                         | Alexandre Geniez  | FDJ               | +1'49"   |
| 10                                        | Damiano Caruso    | BMC               | +2'13"   |
| 11                                        | Maxime Monfort    | Lotto Soudal      | +2'18"   |
| 12                                        | Ryder Hesjedal    | Cannondale-Garmin | +3'11"   |
| 13                                        | Giovanni Visconti | Movistar          | +3'48"   |
| 14                                        | Paolo Tiralongo   | Astana            | +3'50"   |
| 15                                        | Carlos Betancur   | AG2R La Mondiale  | +4'46"   |

## Klassementen
| Algemeen klassement |                   |              |           |
| Plaats              | Naam              | Ploeg        | Tijd      |
| Roze trui           | Alberto Contador  | Tinkoff-Saxo | 60u01'34" |
| 2                   | Fabio Aru         | Astana       | +2'35"    |
| 3                   | Andrey Amador     | Movistar     | +4'19"    |
| 4                   | Mikel Landa       | Astana       | +4'46"    |
| 5                   | Leopold König     | Team Sky     | +6'36"    |
| 6                   | Joeri Trofimov    | Katjoesja    | +6'58"    |
| 7                   | Damiano Caruso    | BMC          | +7'10"    |
| 8                   | Maxime Monfort    | Lotto Soudal | +8'20"    |
| 9                   | Giovanni Visconti | Movistar     | +9'53"    |
| 10                  | Alexandre Geniez  | FDJ          | +10'03"   |

| Puntenklassement |                  |                     |        |
| Plaats           | Naam             | Ploeg               | Punten |
| Rode trui        | Elia Viviani     | Team Sky            | 119    |
| 2                | Giacomo Nizzolo  | Trek Factory Racing | 119    |
| 3                | Nicola Boem      | Bardiani CSF        | 109    |
| 4                | Sacha Modolo     | Lampre-Merida       | 91     |
| 5                | Philippe Gilbert | BMC Racing Team     | 83     |

| Bergklassement |                   |                  |        |
| Plaats         | Naam              | Ploeg            | Punten |
| Blauwe trui    | Beñat Intxausti   | Movistar         | 85     |
| 2              | Mikel Landa       | Astana           | 54     |
| 3              | Simon Geschke     | Giant-Alpecin    | 53     |
| 4              | Steven Kruijswijk | LottoNL-Jumbo    | 53     |
| 5              | Carlos Betancur   | AG2R La Mondiale | 53     |

| Jongerenklassement |                |                     |           |
| Plaats             | Naam           | Ploeg               | Tijd      |
| Witte trui         | Fabio Aru      | Astana              | 60u04'09" |
| 2                  | Davide Formolo | Cannondale-Garmin   | +14'31"   |
| 3                  | Fabio Felline  | Trek Factory Racing | +1u07'49" |
| 4                  | Esteban Chaves | Orica-GreenEdge     | +1u21'18" |
| 5                  | Jan Polanc     | Lampre-Merida       | +1u24'25" |

| Ploegenklassement (tijd) |              |            |
| Plaats                   | Ploeg        | Tijd       |
| 1                        | Astana       | 179u30'47" |
| 2                        | Movistar     | +19'05"    |
| 3                        | Team Sky     | +19'26"    |
| 4                        | BMC          | +25'10"    |
| 5                        | Tinkoff-Saxo | +50'26"    |

| Ploegenklassement (punten) |               |      |
| Plaats                     | Ploeg         | Tijd |
| 1                          | Astana        | 418  |
| 2                          | Lampre-Merida | 242  |
| 3                          | Team Sky      | 221  |
| 4                          | Movistar      | 219  |
| 5                          | BMC           | 216  |

### Overige klassementen
| Tussensprintklassement |                 |                         |        |
| Plaats                 | Naam            | Ploeg                   | Punten |
| 1                      | Marco Frapporti | Androni Giocattoli-Sid. | 36     |
| 2                      | Marco Bandiera  | Androni Giocattoli-Sid. | 30     |
| 3                      | Nicola Boem     | Bardiani CSF            | 29     |

| Combativiteitsklassement |                   |               |        |
| Plaats                   | Naam              | Ploeg         | Punten |
| 1                        | Alberto Contador  | Tinkoff-Saxo  | 28     |
| 2                        | Nicola Boem       | Bardiani CSF  | 27     |
| 3                        | Steven Kruijswijk | LottoNL-Jumbo | 24     |

| Strijdlustklassement |                |                         |        |
| Plaats               | Naam           | Ploeg                   | Punten |
| 1                    | Nicola Boem    | Bardiani CSF            | 420    |
| 2                    | Marco Bandiera | Androni Giocattoli-Sid. | 373    |
| 3                    | Alan Marangoni | Cannondale-Garmin       | 345    |

| Azzurri d'Italia |                  |               |        |
| Plaats           | Naam             | Ploeg         | Punten |
| 1                | Mikel Landa      | Astana        | 6      |
| 2                | Philippe Gilbert | BMC           | 5      |
| 3                | Diego Ulissi     | Lampre-Merida | 5      |

| Premio Energy |                  |                     |        |
| Plaats        | Naam             | Ploeg               | Punten |
| 1             | Philippe Gilbert | BMC                 | 7      |
| 2             | Joeri Trofimov   | Katjoesja           | 6      |
| 3             | Fabio Felline    | Trek Factory Racing | 5      |

## Opgaves
- Stef Clement (IAM)
- Tom Danielson (Cannondale-Garmin)
- Oscar Gatto (Androni Giocattoli-Sidermec)
- Nicola Ruffoni (Bardiani CSF)
- Kristof Vandewalle (Trek Factory Racing)

1e etappe ·
2e etappe ·
3e etappe ·
4e etappe ·
5e etappe ·
6e etappe ·
7e etappe ·
8e etappe ·
9e etappe ·
10e etappe ·
11e etappe ·
12e etappe ·
13e etappe ·
14e etappe ·
15e etappe ·
16e etappe ·
17e etappe ·
18e etappe ·
19e etappe ·
20e etappe ·
21e etappe
Startlijst · Eindstanden · Afbeeldingen